# Locminé

Locminé este o comună în departamentul Morbihan, Franța. În 1 ianuarie 2022 avea o populație de 4.708 de locuitori.